# Mikael Ruohomaa
Mikael Ruohomaa, född 17 november 1988 i Alastaro, är en finländsk ishockeyspelare som spelar för Frölunda HC i SHL. Hans moderklubb är FoPS.

## Spelarkarriär
Mikael gjorde sin debut i finska högstaligan säsongen 2012/2013 med JYP Jyväskylä. Han var med och tog finskt guld med Kärpät säsongen 2017/2018. Efter guldsäsongen flyttade han till Ryssland i tre år för spel i Neftekhimik Nizhnekamsk och Sibir Novosibirsk i KHL. Inför säsongen 2021/2022 stod det klart att Ruohomaa skrivit på ett kontrakt för Leksands IF i SHL, där han sedan spenderade två år innan en flytt till MoDo Hockey var ett faktum. Dock gjorde han ingen braksuccé i den nya klubben utan istället valde parterna att gå skilda vägar. Den 8 januari 2024 släpptes nyheten att Mikael skrivit på ett avtal med Frölunda, som sedan skulle komma att förlängas efter säsongens slut.